# Mistrzostwa Świata w Narciarstwie Klasycznym Osób Niepełnosprawnych 2009
Mistrzostwa świata w narciarstwie klasycznym osób niepełnosprawnych 2009 odbyły się w dniach 22 stycznia - 1 lutego w fińskim kurorcie Vuokatti. Były to dziewiąte mistrzostwa po raz pierwszy rozgrywane w Finlandii
W zawodach zawodnicy byli podzieleni na trzy kategorie niepełnosprawności:
- niewidomi (B 1-3) (zawodnocy biegną z przewodnikiem)
- osoby na wózkach (LW 10-12)
- osoby stojące (LW 2-9) (jest to klasyfikacja paraolimpijska w mistrzostwach zawodnicy startują także na wózkach ale jako osoby z lekką niepełnosprawnością)

## Reprezentacja Polski
| - Jan Kołodziej (LW 2-9) - Robert Wątor (LW 10-12) - Kamil Rosiek (LW 10-12) | - Katarzyna Rogowiec (LW 2-9) - Arleta Dudziak (LW 2-9) |

## Państwa uczestniczące
| - Australia - Austria - Białoruś - Kanada - Czechy - Finlandia - Francja | - Niemcy - Włochy - Japonia - Mongolia - Norwegia - Polska - Rosja | - Słowacja - Szwecja - Szwajcaria - Ukraina - Wielka Brytania - Stany Zjednoczone |

## Program
| Dyscyplina        | 22.01 | 23.01 | 24.01 | 25.01 | 26.01 | 27.01 | 28.01 | 29.01 | 30.01 | 31.01 | 01.02 |
| ----------------- | ----- | ----- | ----- | ----- | ----- | ----- | ----- | ----- | ----- | ----- | ----- |
| Ceremonia         | ●     |       |       |       |       |       |       |       |       |       | ●     |
| Biathlon          |       |       |       | 6     |       |       |       |       |       | 6     |       |
| Biegi narciarskie |       |       |       |       | 6     |       | 2     | 6     |       |       | 6     |

## Medale

### Biegi narciarskie

#### Mężczyźni
| Konkurencja        | Złoto                                                  | Srebro                                              | Brąz                                                          |
| Kategoria LW 2-9   |                                                        |                                                     |                                                               |
| sprint 1 kilometr  | Kjartan Hagen                                          | Viacheslav Laikov                                   | Jan Kołodziej                                                 |
| 10 kilometrów      | Nils-Erik Ulset                                        | Kirił Michajłow                                     | Michael Kurz                                                  |
| 20 kilometrów      | Ilkka Tuomisto                                         | Oleg Balukhto                                       | Viacheslav Laikov                                             |
| Kategoria LW 10-12 |                                                        |                                                     |                                                               |
| sprint 1 kilometr  | Sergey Shilov                                          | Roman Petushkov                                     | Irek Zaripow                                                  |
| 10 kilometrów      | Roman Petushkov                                        | Irek Zaripow                                        | Aliaksandr Davidovich                                         |
| 15 kilometrów      | Roman Petushkov                                        | Irek Zaripow                                        | Aliaksandr Davidovich                                         |
| Kategoria B        |                                                        |                                                     |                                                               |
| sprint 1 kilometr  | Evgeniy Safronov Ural Gumerov                          | Brian McKeever Robin McKeever                       | Nikholay Palukhin Andrey Tokarev                              |
| 10 kilometrów      | Brian McKeever Robin McKeever                          | Nikholay Palukhin Andrey Tokarev                    | Evgeniy Safronov Ural Gumerov                                 |
| 20 kilometrów      | Brian McKeever Robin McKeever                          | Nikholay Palukhin Andrey Tokarev                    | Frank Hoefle Johannes Wachlin                                 |
| Sztafeta otwarta   |                                                        |                                                     |                                                               |
| 1x4 km i 2x5 km    | Rosja Sergey Shilov Nikholay Palukhin Evgeniy Safronov | Norwegia Trygve Larsen Nils-Erik Ulset Vegard Dahle | Ukraina Jurii Kostiuk Grygorii Vovchynskyi Witalij Łukjanenko |

## Tabela medalowa
| Rk  | Kraj      | Złoto | Srebro | Brąz | Razem |
| 1.  | Rosja     | 17    | 17     | 12   | 46    |
| 2.  | Ukraina   | 9     | 8      | 8    | 25    |
| 3.  | Norwegia  | 4     | 1      |      | 5     |
| 4.  | Białoruś  | 2     | 2      | 3    | 7     |
| 5.  | Kanada    | 2     | 2      | 2    | 6     |
| 6.  | Finlandia | 1     |        |      | 1     |
| 7.  | Niemcy    |       | 1      | 2    | 3     |
| 8.  | Japonia   |       | 1      | 1    | 2     |
| 9.  | Francja   |       | 1      |      | 1     |
| 10. | Austria   |       |        | 1    | 1     |
| -   | Polska    |       |        | 1    | 1     |